# Província de Gualberto Villarroel

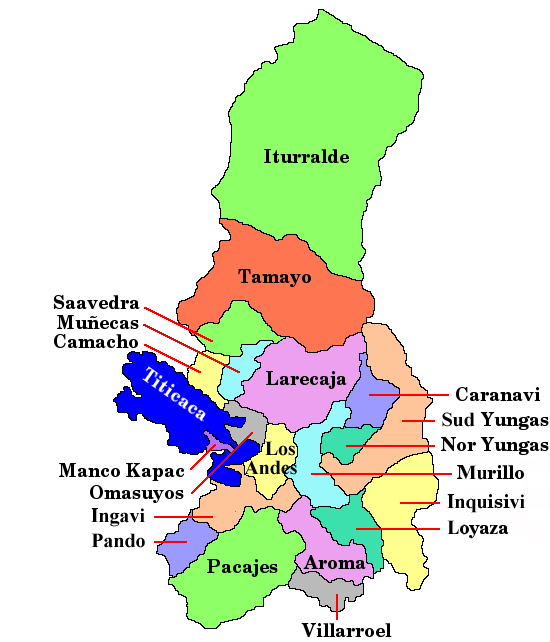
Les províncies del Departament de La Paz

La província de Gualberto Villarroel és una de les 20 províncies del Departament de La Paz a Bolívia. La seva capital és San Pedro de Curahuara.